# Abu-Hammu III
Abu-Hammú III fou sultà abdalwadita de Tlemcen de 1516 a 1528.
En 1510 va empresonar el seu nebot Abu-Abd-Al·lah, provocant una expedició hispànica que va acabar amb la presa de la ciutat per Pere Navarro i l'alliberament d'Abu-Abd-Al·lah. Abu-Hammu llavors es va aliar amb Oruç Reis per obtenir la protecció otomana, i el primer assalt dels germans Barbaroja fou el setge de Bugia en 1512.
Va succeir de fet al seu nebot Abu-Abd-Al·lah V com diuen la major part dels historiadors i consta a l'Enciclopèdia de l'Islam. Abu-Hammu III es va reconèixer vassall del rei d'Espanya (Ferran el Catòlic ja havia mort el 22 de gener de 1516) i en algun moment de l'any 1516 va signar un tractat pel qual pagaria un tribut anual de 12.000 ducats i 12 cavalls i sis falcons rústics.
Mentre la notícia de la mort del rei catòlic va arribar a Alger i els notables locals encapçalats per Salim al-Tumi van pensar a alliberar-se de l'amenaça que suposava la presència cristiana al penyal d'Alger (ocupat el 1510) i van cridar Oruç Reis que s'acabava d'establir a Djidjelli i disposava de canons i vaixells. L'emir local dependent del sultà abdalwadita va fugir davant els turcs i els espanyols que eren a terra es van refugiar al penyal d'Alger, un illot fortificat davant la ciutat; es va enviar una petició d'ajut a Carles I (V emperador); el bombardeig d'Oruç sobre el penyal no va obtenir resultat i ja s'acostava la flota enviada des de la península Ibèrica; a més els turcs es comportaven a Alger com en país conquerit i els habitants d'Alger dirigits per Salim al-Tumi, van voler desfer-se dels pirates. Però Oruç es va anticipar, va fer matar Salim i va agafar el poder a la ciutat; el fill de Salim al-Tumi es va refugiar amb els espanyols i va intrigar per una acció contundent dels espanyols; però la flota enviada en socors del penyal no va aconseguir expulsar els turcs d'Alger i un desembarcament el dia 30 de setembre de 1516 dirigit per Diego de Vera va fracassar, i Oruç, consolidat, es va declarar llavors sultà d'Alger.
Els espanyols van llançar llavors contra Oruç al príncep de Ténès. Segons l'abat fou Khayr al-Din Barba-rossa, el germà d'Oruç, el que va atacar la ciutat per mar i va combatre durant un dia i a la nit els notables van prometre rendir-se l'endemà junt amb el seu príncep, el qual no obstant va fugir durant la nit i l'endemà Khayr al-Din entrava a Ténès (1516) però al cap de dos dies en va sortir i va anar a Alger amb 400 presoners cristians; llavors el príncep va poder tornar i va recuperar el poder; assabentat, Oruç en persona va marxar cap a la ciutat i pel camí va tenir notícies del tractat que Abu-Hammu III havia signat amb els espanyols i potser va rebre peticions de notables d'un partit oposat al domini espanyol a l'estat que reclamava la seva presència a Tlemcen; va decidir anar a Tlemcen i pel camí va ocupar la Kala dels Banu Rashid on va deixar una guarnició dirigida pel seu germà Ishaq, i va arribar a Tlemcen després de derrotar en camp obert a Abu-Hammu III (setembre de 1517). En aquell moment els ulemes locals ja havien declarat deposat al sultà, que degué ser expulsat de la ciutat o va fugir pel seu compte amb el tresor i soldats, cap a les zones rurals; però quan va arribar Oruç Reis, Tlemcen no li va obrir les portes fins que no va haver jurat que no causaria danys a la ciutat i que posaria al tron a Abu-Zayyan Àhmad; Oruç ho va jurar sobre l'Alcorà i va entrar; va alliberar a Abu-Zayyan i el va proclamar sultà, però al cap de pocs dies va donar un cop d'estat, va arrestar al sultà i el va fer penjar junt amb els seus set fills; va fer matar llavors a tots els membres de la família reial que va trobar i a 60 notables fidels a la dinastia; un miler de familiars i partidaris de la dinastia foren tirats a un estany i es van ofegar. Oruç (Arudj en àrab) va fer expedicions fins a Oudja i el territori dels Beni Snassen, i sembla que volia negociar amb el sultà de Fes una aliança contra Espanya. Dels territoris orientals en va donar el govern al seu germà Khayr al-Din Barba-rossa amb seu a Dellys. Per garantir el seu poder Arudj volia la protecció del sultà otomà, de manera que va enviar a aquest la renúncia al seu favor del títol de sultà d'Alger (1517); el sultà va acceptar i va declarar a Alger un sandjak, del que Arudj fou nomenat bey (governador) i beglerbegi (beylerbeyi) de la Mediterrània Occidental, i li va prometre suport amb geníssers, galeres i canons.
Abu-Hammu III, sense possibilitat de mantenir la lluita a la zona rural, va acabar marxant a Fes on fou ben rebut pel sultà wattàsida i on es va reunir amb dos dels seus germans que ell mateix havia empresonat (junt amb Abu-Zayyan Àhmad) però que havien estat alliberats per Oruç Reis en entrar a Tlemcen i havien pogut fugir. Poc després es va posar en contacte amb el governador espanyol d'Orà al que va oferir tornar a regnar sota protecció espanyola si era restaurat, i es va comprometre a retornar la prosperitat al país. La seva proposta fou acceptada.
El gener de 1518 una columna espanyola dirigida per Martín de Argote va conquerir (després d'un llarg setge) la Kala dels Banu Rashid (Oued Fodda) tallant les comunicacions entre Tlemcen i Alger. El maig de 1518 Abu-Hammu III, amb diners espanyols, havia reunit 15.000 homes principalment amazics, amb els quals va arribar a Orà i el governador espanyol Diego de Córdoba, marques de Comares, que estava al front d'una força de 10.000 homes (o 1.500 homes segons les fonts); l'exèrcit reunit va avançar cap a Tlemcen on Arudj i el seu germà Ishaq s'esperaven amb 1.500 turcs i 5.000 àrabs o amazics; davant una revolta local, es van fer forts a la fortalesa de Mishwar, on es creu que esperaven ajut del sultà de Fes. Arudj va resistir 20 dies; en esgotar-se les provisions va intentar una sortida i es va poder escapar amb alguns homes; finalment les forces de Garcia de Tineo van entrar a la ciutat mentre Arudj (Oruç) era atrapat vora el modern Río Salado (província d'Orà) i va morir en lluita o fou mort pels perseguidors (tardor del 1518); el seu germà Ishaq va morir també a la lluita a la ciutat. Abu-Hammu III fou restaurat solemnement i va renovar les condicions de vassallatge a Espanya.
El 1518 els espanyols van enviar una segona expedició a Alger dirigida per Hug de Montcada, virrei de Sicília; la flota va arribar el 16 d'agost de 1518 i el general Marino de Ribera va organitzar el setge d'Alger. Abu-Hammu III havia de marxar contra Alger per terra però el sultà no aconseguia trobar gent que volgués lluitar al costat dels cristians i es va retardar i el 24 d'agost una turmenta va destruir bona part de la flota castellana i va ofegar a quatre mil homes. El que va quedar de la flota es va retirar.
Abu-Hammu III va conservar el poder sent fidel als espanyols fins al final i pagant el tribut de 12.000 ducats, 12 cavalls i 6 falcons tots els anys. Va morir en data incerta a finals del 1528. El va succeir el seu germà Abu-Muhàmmad Abd-Al·lah (Abu-Muhàmmad II).